# Бадези
Бадези (итал. Badesi) — коммуна в Италии, располагается в регионе Сардиния (провинция Сассари).
Население составляет 1 862 человека, плотность населения составляет 59,49  чел./км². Занимает площадь 31,3  км². Почтовый индекс — 7030. Телефонный код — 079.
Покровителем населённого пункта считается Святейшее Сердце Иисуса Христа.

## Примечание
1. ↑  Statistiche demografiche ISTAT. demo.istat.it. Дата обращения: 27 ноября 2019. Архивировано из оригинала 24 июля 2019 года.